# Improvisación teatral
La improvisación teatral es la improvisación aplicada al teatro. Un conjunto de técnicas de improvisación se pueden utilizar en la formación y entrenamiento actoral. Además pueden ser usadas para la creación de obras de teatro, ya sea basadas en un texto o durante la creación del mismo; finalmente, la improvisación teatral es en sí misma un género teatral en el que los actores improvisan en directo. Géneros teatrales específicos como la comedia del arte, el clown, el café-teatro, las ligas de improvisación o a menudo el teatro de calle utilizan la técnica de improvisación.
La improvisación dramática actualmente es clave en todos los géneros teatrales y en todas las artes escénicas. En danza-teatro y danza contemporánea, por ejemplo, se da mucha importancia a experimentar con la improvisación gestual y corporal para ir encontrando lo que se quiere transmitir al público. Esto se hace a lo largo de todo el proceso de composición y creación de la coreografía, escenografía y otros elementos escénicos, de forma que cada intérprete creador aporta su personalidad y estilo.
Se usa también como método terapéutico y de crecimiento personal, para mejorar la psicomotricidad, la empatía, la comunicación, la creatividad, la confianza, la negociación, la gestión de conflictos y la cohesión de grupos, sea a través del psicodrama u otras formas de teatro social, o por sí misma. Usada como terapia, la improvisación teatral es una forma de producción compleja que ayuda al desarrollo general de la persona a partir de un recorrido simbólico, frente a las creaciones espontáneas -en forma de síntomas o problemas de comportamiento- que ésta desea cambiar o le producen malestar.

## Improvisación pura

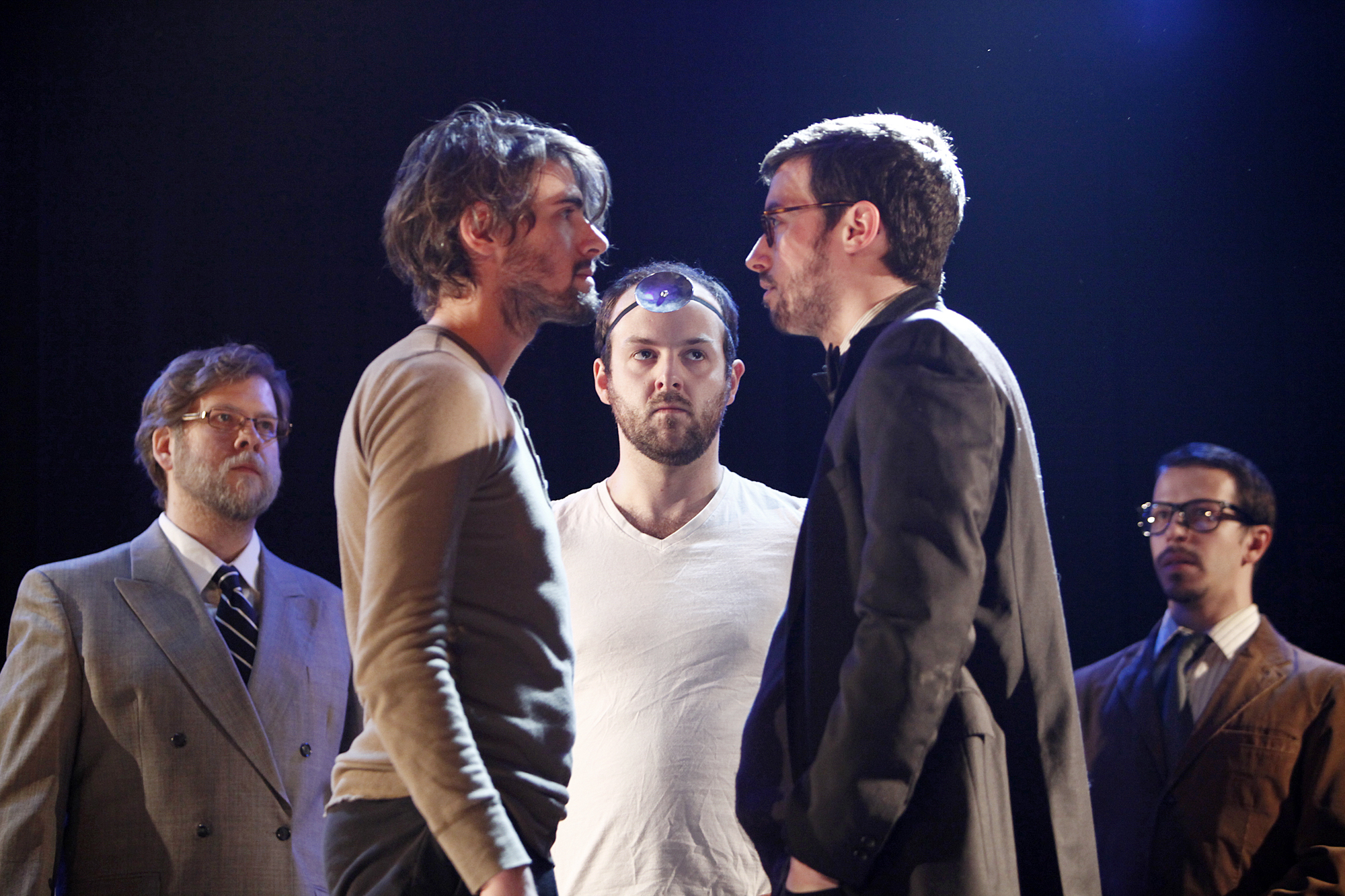
Improvisación teatral

Básicamente hay dos tipos de improvisación dramática, la técnicamente llamada "  'improvisación pura' " y la "  'improvisación impura' ". En la primera los intérpretes pueden partir de alguna consigna (una palabra, una situación, unos personajes, un tema, etc.) e inmediatamente deben actuar en escena, sin haber podido hablar antes entre ellos ni hacer hacia ensayo previo. Se dice que es "impura" cuando previamente se ha podido esbozar un pequeño ensayo, o al menos el actor ha tenido unos momentos para pensar en ello o estructurar algo, o si son más de un han podido hablar o pactar algunas cosas durante unos minutos, antes de actuar. Las improvisaciones impuras se usan sobre todo en el entrenamiento actoral y durante el proceso de creación de espectáculos.
En cualquier caso, la improvisación tiene un entrenamiento metódico en el que se practican unas técnicas y códigos, como por ejemplo la imaginación, la escucha, la confianza, el ritmo, la aceptación de todo lo que proponga el otro, la creación paso a paso, la modificación según lo que haga el otro, la evitación de los juicios y de buscar el mejor o el más bonito, entre otras muchas herramientas y habilidad s.
También, para cualquier tipo de improvisación escénica, algunos autores diferencian cuando la improvisación es  'pública' , es decir a escena, o  'privada' , y en este caso se hace únicamente durante el proceso creativo o como entrenamiento actoral, por ejemplo, pero no a escena delante de un público.

## Espectáculos de improvisación

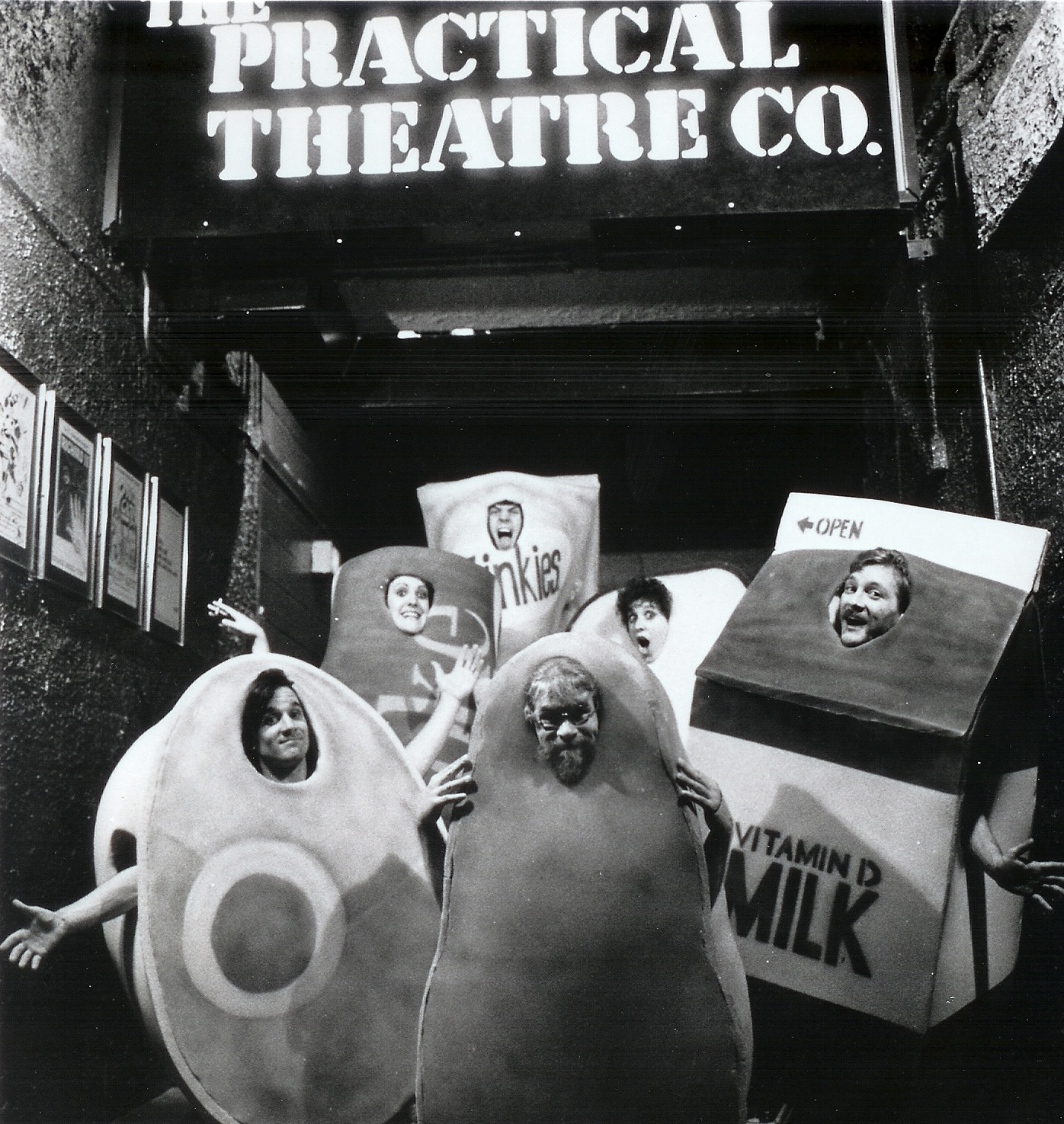
La Practical Theatre Company hace espectáculos de improvisación teatral

En las artes escénicas en general, los espectáculos basados en improvisaciones puras en escena son bastante conocidos y frecuentes, como por ejemplo las  jam session  de música jazz o las improvisaciones de danza de contacto. Específicamente en teatro encontramos por ejemplo los combates de improvisación, los  happening s  y la comedia del arte. Algunos directores, como Charles Dullin, usaron la improvisación en sus obras teatrales.
Otros espectáculos requieren un cierto margen de improvisación por motivos técnicos, como por ejemplo cuando hay participación del público o interacción con ellos, típicamente muchas performances, espectáculos de calle, teatro del oprimido, espectáculos al que se hace subir al escenario alguien del público, cabaret, etc. Otros motivos, por ejemplo, pueden ser que se decida integrar una parte de improvisación más o menos pura en una parte de la obra, o en toda, por cuestiones de estilo o método, muy típico en la danza teatro y al teatro físico; que se desee realizarla siempre a partir de un esqueleto únicamente, como método para que el resultado sea más espontáneo y vital; o también solucionar un error o un problema inesperado.

## Estructura y proceso
El teatro de improvisación suele permitir una relación interactiva con el público. Los grupos de improvisación suelen solicitar sugerencias del público como fuente de inspiración, una forma de hacer que el público participe y como medio de demostrar que la actuación no está guionizada. Esta acusación se dirige a veces a los maestros del arte, cuyas actuaciones pueden parecer tan detalladas que los espectadores pueden sospechar que las escenas están planificadas.
Para que una escena improvisada tenga éxito, los improvisadores implicados deben trabajar juntos y responder para definir los parámetros y la acción de la escena, en un proceso de creación colectiva. Con cada palabra hablada o acción de la escena, un improvisador hace una oferta, es decir, define algún elemento de la realidad de la escena. Esto puede incluir dar un nombre a otro personaje, identificar una relación, una localización, o utilizar gestos de mimo para definir el entorno físico. Estas actividades también se conocen como dotación. Es responsabilidad de los demás improvisadores aceptar las ofertas que les hacen sus compañeros; no hacerlo se conoce como bloqueo, negación o denegación, lo que suele impedir el desarrollo de la escena. Algunos intérpretes pueden bloquear deliberadamente (o salirse de su personaje) para conseguir un efecto cómico, lo que se conoce como "amordazamiento", pero esto suele impedir que la escena avance y está mal visto por muchos improvisadores. La aceptación de una oferta suele ir acompañada de una nueva oferta, a menudo basada en la anterior; se trata de un proceso que los improvisadores denominan Sí, y... y que se considera la piedra angular de la técnica de la improvisación. Cada nueva información que se añade ayuda a los improvisadores a refinar sus personajes y a hacer progresar la acción de la escena. La regla Sí, y..., sin embargo, se aplica a la etapa inicial de una escena, ya que es en esta etapa donde se establece una "realidad base (o compartida)" para luego redefinirla aplicando la práctica de "si (esto es cierto), entonces (qué otra cosa también puede ser cierta)" progresando la escena hacia la comedia, como se explica en el manual de 2013 de los miembros de la Upright Citizens Brigade'.
La naturaleza no guionizada de la improvisación también implica que no hay un conocimiento predeterminado sobre la utilería adecuada a una escena. Las compañías de improvisación pueden tener a su disposición cierto número de elementos de atrezzo fácilmente accesibles a los que se puede recurrir en un momento dado, pero muchos improvisadores evitan el atrezzo en favor de las infinitas posibilidades que ofrece la mímica. En la improvisación, esto se conoce más comúnmente como "trabajo con objetos espaciales" o "trabajo espacial", en lugar de "mimo", y los accesorios y lugares creados por esta técnica, como "objetos espaciales" creados a partir de "sustancia espacial", desarrollada como una técnica por Viola Spolin. <Como en todas las "ofertas" de improvisación, se anima a los improvisadores a respetar la validez y la continuidad del entorno imaginario definido por ellos mismos y por sus compañeros; esto significa, por ejemplo, tener cuidado de no atravesar la mesa o de no sobrevivir "milagrosamente" a las múltiples heridas de bala de la pistola de otro improvisador.
Dado que los improvisadores pueden tener que representar una variedad de papeles sin preparación, deben ser capaces de construir rápidamente los personajes mediante la fisicalidad, los gestos, la entonación los cambios de voz, u otras técnicas según lo exija la situación. El improvisador puede ser llamado a interpretar un personaje de otra edad o sexo. Las motivaciones de los personajes son una parte importante del éxito de las escenas de improvisación, por lo que los improvisadores deben intentar actuar de acuerdo con los objetivos que creen que busca su personaje.
En los formatos de improvisación con múltiples escenas, se utiliza una señal acordada para denotar los cambios de escena. En la mayoría de los casos, esto adopta la forma de un intérprete que corre delante de la escena, lo que se conoce como "barrido". También se puede emplear la señal de entrada o salida de un personaje. Los intérpretes que no forman parte de la escena suelen situarse a un lado o al fondo del escenario, y pueden entrar o salir de la escena entrando o saliendo del centro del escenario.

## Hacia una improvisación más libre
Existen varias fórmulas básicas de espectáculos de improvisación: la más conocida en el mundo francófono es el Match de Improvisación inventado en Montreal. En los países de habla inglesa, es el formato Theatresports. Pero desde entonces se han creado muchos otros formatos y la disciplina se ha enriquecido mucho.

### El Match de Improvisación y sus formas derivadas
El Match de Improvisación fue creado en 1977 en Quebec, a través del Théâtre Expérimental de Montréal, por Robert Gravel, que con varios actores y amigos estableció las reglas del Match de Improvisación. El formato del concurso fue criticado por los cómicos pero aplaudido por el público. La acogida fue buena, muchos colegios (de primaria y secundaria) tuvieron sus propios equipos y se crearon campeonatos. En el resto del mundo francófono, pero no sólo, el formato se extendió.
Muchas ligas jugaron el partido y a partir de este formato desarrollaron (desviándose más o menos del formato original) nuevas formas de espectáculos.

### Café-teatro y teatros dedicados
La improvisación teatral no se limita al "partido de la improvisación". A partir de los años 90, los bertsolaris francófonos empezaron a mirar en otras direcciones para crear otros formatos de espectáculos, inspirándose a veces, sin saberlo, en las investigaciones anglófonas.
Numerosos teatros y cafés-teatro proponen hoy en día espectáculos improvisados en su programación, ya que esta disciplina se ha hecho más popular.
Incluso se ha creado en Lyon el primer teatro de Francia dedicado a la improvisación. Inaugurado en octubre de 2014, Improvidence ofrece cada día espectáculos improvisados de todo tipo, así como formación en improvisación teatral. Asimismo, en Bruselas, el Théâtre l'Improviste abrió sus puertas en 2018 y es el primer teatro de Bélgica dedicado a la improvisación en todas sus formas. También en 2018 abrió el Improvi'bar en París, un bar con un espacio de actuación dedicado a la improvisación que favorece los encuentros y los experimentos, y que se utiliza principalmente para la práctica amateur.
Muchos espectáculos de improvisación no se basan en absoluto en la competición ni en ningún modelo deportivo. Algunos ejemplos:

### Le Deus ex Machina
En el año 2000, los comediantes quebequenses de las ligas de improvisación de Montreal y Saint-Hyacinthe recuperaron una nueva forma de espectáculo de improvisación: el "Deus ex Machina".
La idea es sencilla: realizar dos improvisaciones diferentes, de 45 minutos cada una, a partir de dos palabras extraídas al azar por el público. Para facilitar el ejercicio, un presentador entre bastidores puede intervenir en cualquier momento en la historia, detenerla o darle una dirección diferente dando indicaciones a los actores en escena: en cierto modo, dirigiendo el espectáculo en directo...
La primera versión francesa de este espectáculo se presentó en Rennes con un equipo franco-quebequés, sin músico ni director de iluminación, con unos pocos elementos de atrezzo y un libro de bolsillo para dibujar una palabra al azar.

### Le Catch-Impro
En 1999, la compañía Inédit Théâtre de Estrasburgo creó uno de los conceptos más representados actualmente en Francia: catch-impro. El catch-impro ha traspasado las fronteras de Francia para llegar a Suiza, Bélgica y Quebec.
El espectáculo se desarrolla de la siguiente manera: tras una estruendosa y espectacular entrada de los dos dúos de luchadores, el árbitro es el maestro del juego. Basándose en los tópicos escritos por los espectadores, impondrá sus limitaciones a los luchadores y no les dará tregua pasando de una categoría de juego a otra radicalmente distinta (la canción, los personajes múltiples o las lenguas extranjeras son sólo algunos ejemplos de la desbordante imaginación del árbitro).

### Teatro de la calle
El teatro de calle también implica la improvisación debido a la naturaleza cambiante e interactiva de la relación con el público y el entorno. El propio concepto de teatro de calle se basa en esto. Toda representación callejera debe afrontar un día u otro modificaciones de la obra, a pesar de que haya sido escrita de antemano, para gestionar los imprevistos ligados a la especificidad de la calle (ruido, interrupciones, intervención del público en la obra de los actores). Sin embargo, en la mayoría de los casos existe un guion inicial, por lo que esta práctica podría compararse con la commedia dell'arte o los lazzi.

## Festival de improvisación teatral
Un festival de improvisación teatral es un evento donde se reúnen artistas de la técnica de una misma comunidad, de diferentes localidades o diferentes países para celebrar la realización de distintos talleres y espectáculos de teatro improvisado.

## Trabajo de compañías

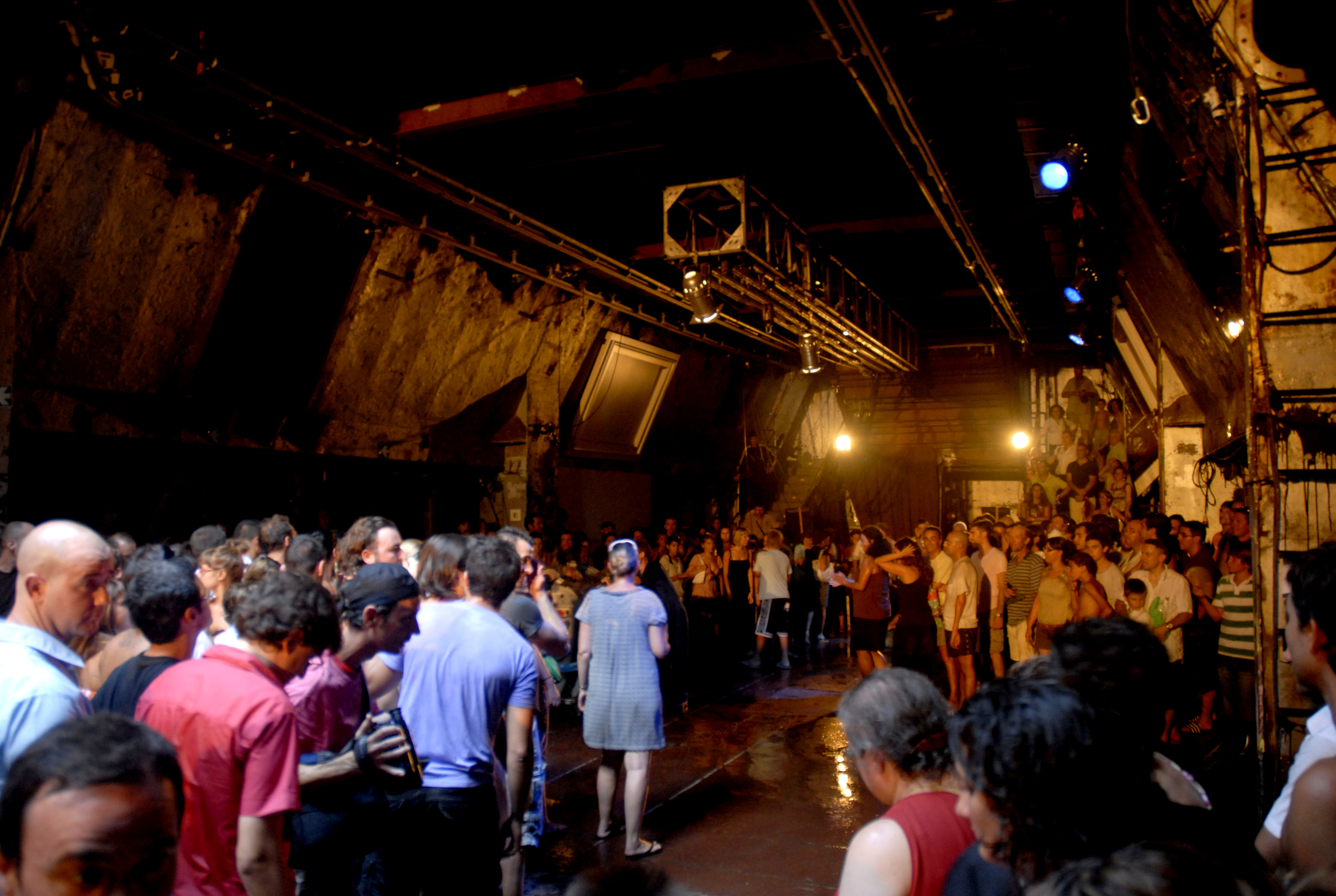
La Fura dels Baus, una de las compañías consideradas "alternativas" en los años 70, actuando dentro de un barco

La improvisación teatral es el método de creación colectiva que usan las compañías de teatro, danza y otras artes escénicas para componer sus espectáculos, que una vez acabados pueden ser completamente fijados o incluir alguna parte más o menos abierta, especialmente si incluye interacción con el público, como es el caso del teatro de calle o en espacios poco convencionales. El espectáculo final no es una improvisación sino que en general queda fijado, las sucesivas improvisaciones y ensayos se usan para crearlo. Es un sistema habitual en los pequeños grupos de teatro autónomos, y ya lo fue en los llamados "grupos alternativos" de teatro de los años sesenta, con la diferencia que entonces se daba mucha más importancia al director escénico y ahora al conjunto de los actores.

## Creación textual

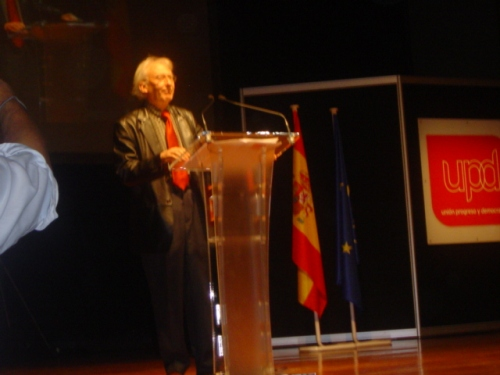
Albert Boadella de Els Joglars tuvo problemas con La torna, de autoría colectiva de la compañía

Las sucesivas improvisaciones se utilizan en la creación de obras teatrales que tienen un texto fijado, como por ejemplo el de  Romeo y Julieta  de Shakespeare, para definir las cosas que pasan y los personajes. Así, un mismo texto puede ser interpretado de infinitas maneras y mostrar diferentes conflictos, motivaciones, situaciones y personalidades. Por otra parte, en caso contrario el texto puede ser creado durante el proceso general de creación de la obra teatral. En este caso la autoría del texto se considera colectiva o en equipo, del conjunto de actores, que lo componente y fijando a través de trabajo de sucesivas improvisaciones teatrales. También se pueden encontrar creaciones teatrales con un grado importante de improvisación, o espectáculos sin texto escrito fijado sino unas pautas o un esquema a seguir, como es el caso típicamente de la comedia del arte.
En textos escritos fijados puede haber lo que se llama "teatro dentro del teatro", es decir que en la trama de una obra de teatro hay al menos una parte de otra obra teatral, por ejemplo unos personajes van a ver un espectáculo y el público ve como estos personajes van y también ven el espectáculo en el que los personajes están yendo como público. Esto ocurre por ejemplo en  Hamlet  de Shakespeare. Una variante es que dentro de la acción de la obra teatral haya un ensayo o una improvisación de otra, como parte de la acción de la primera . Ejemplos de ello son  La improvisación de Versalles  de Molière,  La improvisación de París  de Jean Giraudoux y  Esta noche improvisamos  de Luigi Pirandello.